# Cololejeunea metzgeriopsis
Cololejeunea metzgeriopsis är en bladmossart som först beskrevs av Karl von Goebel, och fick sitt nu gällande namn av Gradst., R.Wilson, Ilk.-borg. et Heinrichs. Cololejeunea metzgeriopsis ingår i släktet Cololejeunea och familjen Lejeuneaceae. Inga underarter finns listade i Catalogue of Life.